# Willi Hennig
Emil Hans Willi Hennig (* 20. April 1913 in Dürrhennersdorf; † 5. November 1976 in Ludwigsburg) war ein deutscher Biologe. Er gilt als Begründer der phylogenetischen Systematik, die heute auch unter dem Namen Kladistik bekannt ist. Mit seinen Arbeiten zur Evolution und Systematik revolutionierte er die Sichtweise auf die natürliche Ordnung der Lebewesen. Daneben war er vor allem Spezialist für Zweiflügler.

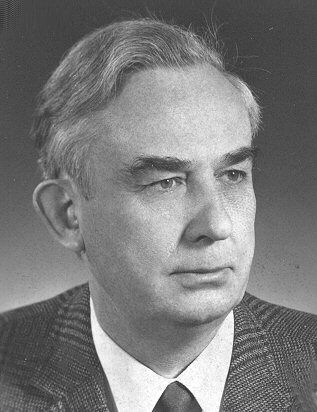
Willi Hennig (1972)

## Leben

### Frühe Jahre und Studium
Seine Mutter Marie Emma geb. Groß (* 12. Juni 1885; † 3. August 1965) arbeitete als Dienstmädchen und später als Fabrikarbeiterin. Sein Vater Karl Ernst Emil Hennig (* 28. August 1873; † 28. Dezember 1947) war Arbeiter und später Rottenführer bei der Eisenbahn. Willi Hennig hatte zwei Brüder, Fritz Rudolf Hennig (* 5. März 1915; † 24. November 1990), der später Pfarrer wurde, sowie Karl Herbert (* 24. April 1917; † seit Januar 1943 bei Stalingrad vermisst).

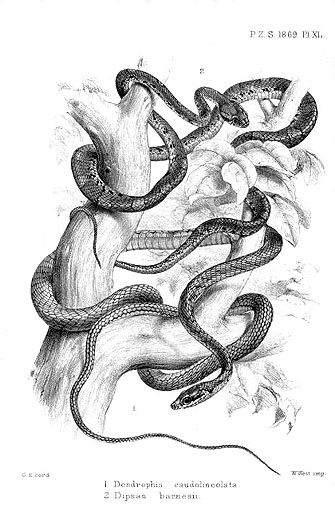
Dendrophis caudolineolata und Dipsas barnesii

Im Frühjahr 1919 wurde Willi Hennig in Dürrhennersdorf eingeschult, besuchte die Volksschule in Taubenheim an der Spree und später in Oppach. Das Familienklima war nach Angaben von Rudolf Hennig ruhig. Der Vater war ein ausgeglichener Mensch.
1927 wechselte Willi Hennig an das Realgymnasium und Internat in Klotzsche bei Dresden. Er wurde dort in die Hände des Lehrers M. Rost  übergeben, bei dem er auch wohnte. Rost war Insektenfreund und machte Willi Hennig mit dem damaligen wissenschaftlichen Mitarbeiter des Dresdner Museums für Tierkunde, Wilhelm Meise, bekannt. 1930 übersprang Hennig ein Schuljahr, und am 26. Februar 1932 erhielt er sein Reifezeugnis. Bereits 1931 verfasste Willi Hennig als Hausaufgabe seinen Aufsatz Die Stellung der Systematik in der Zoologie, der 1978 postum veröffentlicht wurde und in dem er bereits sowohl sein Interesse als auch seinen überlegten Umgang mit systematischen Fragen bewies. Neben der Schule arbeitete Hennig freiwillig am Museum und beschäftigte sich dort gemeinsam mit Meise mit einer systematischen und biogeografischen Untersuchung der fliegenden Schlangen der Gattung Dendrophis. Das Ergebnis dieser Zusammenarbeit war 1932 Willi Hennigs erste Veröffentlichung, die gemeinsam mit Meise verfasst wurde und unter dem Titel Die Schlangengattung Dendrophis erschien.
Beginnend mit dem Sommersemester 1932 studierte Willi Hennig an der Universität Leipzig Zoologie, Botanik und Geologie. Nebenher war er während des Studiums auch häufig im Dresdner Museum. Dort lernte er den Kustos der entomologischen Abteilung und Forscher an Käfern (Coleoptera) Fritz Isidor van Emden (1898–1958) kennen. Hennig besuchte ihn regelmäßig, bis van Emden 1933 von den Nationalsozialisten wegen seiner jüdischen Mutter ausgewiesen wurde. Zu dessen Nachfolger Klaus Günther (1907–1975) baute Willi Hennig eine tiefe Freundschaft auf. Bereits am 15. April 1936 konnte Willi Hennig, betreut von seinem Professor Paul Buchner, sein Studium mit der Dissertation Beiträge zur Kenntnis des Kopulationsapparates der cyclorrhaphen Dipteren abschließen. Bis zu diesem Zeitpunkt hatte Hennig bereits acht wissenschaftliche Publikationen verfasst. Davon war die Revision der Tyliden (Dipt., Acalypt.) mit 300 Seiten die umfangreichste. Hinzu kamen weitere Arbeiten zu Zweiflüglern sowie zur Agamen-Gattung der Flugdrachen (Draco).
Nach seinem Studium bekam Hennig eine Stelle als Volontär am Museum für Tierkunde Dresden.  Am 1. Januar 1937 erhielt er ein Stipendium der Deutschen Forschungsgemeinschaft (DFG) und eine Festanstellung am Deutschen Entomologischen Institut der Kaiser-Wilhelm-Gesellschaft in Berlin-Dahlem. Am 13. Mai 1939 heiratete Willi Hennig seine ehemalige Kommilitonin Irma Wehnert. Bis 1945 bekamen sie drei Söhne: Wolfgang (* 1941), Bernd (* 1943) und Gerd (* 1945).

### Arbeit als Militärentomologe

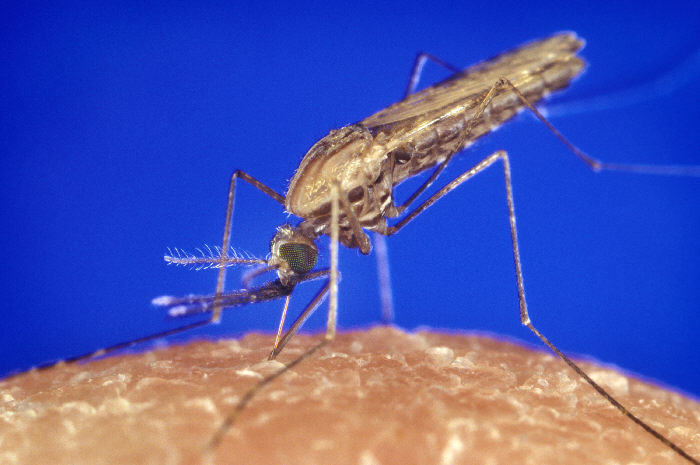
Malariamücke

Willi Hennig wurde im Winter 1938 zur Infanterie einberufen und absolvierte bis zum Frühjahr 1939 eine Kurzausbildung. Seit dem Beginn des Zweiten Weltkriegs wurde er als Infanterist in Polen, Frankreich, Dänemark und Russland eingesetzt. 1942 wurde er durch einen Granatsplitter verletzt und nachfolgend als Entomologe (Insektenkundler) mit der Bezeichnung eines Sonderführers Z am Berliner Institut für Tropenmedizin und -hygiene der Militärärztlichen Akademie eingesetzt. Kurz vor Kriegsende ging er in dieser Funktion nach Italien zur 10. Armee, Heeresgruppe C, zur Seuchen- beziehungsweise Malariabekämpfung. Bei Kriegsende im Mai 1945 kam er als Mitglied eines Malaria-Lehrtrupps am Golf von Triest in Oberitalien in britische Kriegsgefangenschaft und wurde im Herbst wieder entlassen. In späteren Jahren geriet Hennig vor allem durch den italienischen Biologen und Begründer der Panbiogeographie Leon Croizat in den Verdacht, Nationalsozialist gewesen zu sein. Diese Vorwürfe wies er nach dem Krieg vehement zurück, zudem gibt es keine Hinweise, die diese Behauptung stützen könnten. Hennig war nicht Mitglied der NSDAP und hatte die Ideologien des Nationalsozialismus auch nicht öffentlich unterstützt oder vertreten.
Während seiner Militärzeit und Kriegsgefangenschaft entstand der Entwurf für Hennigs bedeutendstes Werk zur biologischen Systematik, das er allerdings erst 1950 veröffentlichte. Die Rohfassung schrieb er in ein DIN-A4-Buch mit Bleistift und Kugelschreiber; sie umfasste 170 Seiten. Während der Kriegszeit entstanden außerdem 25 wissenschaftliche Veröffentlichungen. Die Korrespondenz und die Literaturrecherche übernahm dabei größtenteils seine Frau.

### 1950er Jahre: Grundzüge einer Theorie der phylogenetischen Systematik

Kladogramm der Landwirbeltiere

Vom 1. Dezember 1945 bis zum 31. März 1947 übernahm Willi Hennig als Oberassistent von Friedrich Hempelmann (1878–1954) an der Universität Leipzig die Vertretung seines Doktorvaters Paul Buchner und gab vor allem Vorlesungen in allgemeiner Biologie, Zoologie und in spezieller Zoologie der Insekten. Zum 1. April 1947 wurde er erneut am Deutschen Entomologischen Institut in Berlin angestellt und gab seine Stelle in Leipzig auf. Ab dem 1. November 1949 war er Leiter der Abteilung für systematische Entomologie sowie stellvertretender Direktor des Instituts. Am 1. August 1950 habilitierte er sich an der Brandenburgischen Landeshochschule in Potsdam im Fach Zoologie. Am 10. Oktober des gleichen Jahres erhielt er eine Professur mit Lehrauftrag, den er mit Vorlesungen zur speziellen Zoologie der Wirbellosen, systematischen Zoologie und zu Bestimmungsübungen erfüllte. Im gleichen Jahr veröffentlichte er die Grundzüge einer Theorie der phylogenetischen Systematik; weitere Arbeiten zur Methode der phylogenetischen Systematik folgten in den nachfolgenden Jahren neben zahlreichen taxonomischen Arbeiten über Zweiflügler. Besonders erfolgreich wurde sein zweibändiges Taschenbuch der Zoologie, in dem er die phylogenetische Systematik erstmals bei Wirbellosen einsetzte.
Er arbeitete weiterhin im Deutschen Entomologischen Institut in Berlin-Friedrichshagen im sowjetischen Sektor Berlins. Dabei wohnte er mit seiner Familie in Berlin-Steglitz im amerikanischen Sektor West-Berlins. Auf einer Reise mit seinem Sohn erfuhr er am 13. August 1961 in Frankreich vom Bau der Berliner Mauer und kehrte nach Berlin zurück, um seinen Dienst zu quittieren. Ein Umzug nach Ost-Berlin kam für ihn nicht in Frage, da er selbst anti-kommunistisch eingestellt war und mit der Sozialistischen Einheitspartei Deutschlands (SED) der Deutschen Demokratischen Republik massive Probleme hatte. Er hatte wiederholt Mitarbeitern des Institutes einen beruflichen Start in der Bundesrepublik vermittelt. Im Jahr 1959 wurde er zum Mitglied der Leopoldina gewählt.

### 1961 bis 1976

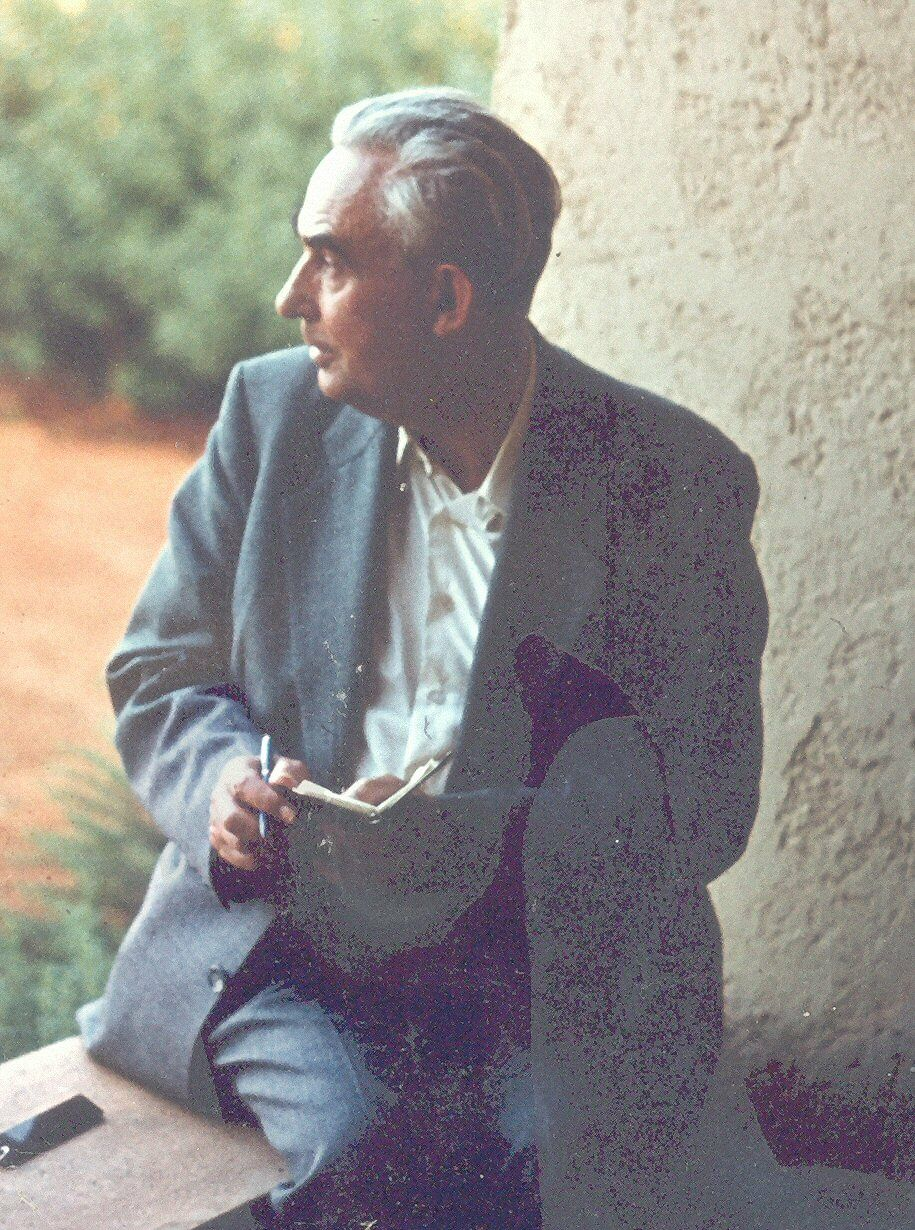
Willi Hennig (um 1970)

In West-Berlin erhielt Hennig eine vorläufige Stelle an der Technischen Universität Berlin als außerplanmäßiger Professor. Ein Angebot des U.S. Department of Agriculture, in Washington D.C. in der Entomology Research Division zu arbeiten, lehnte er ebenso ab wie das Angebot seines Freundes Dilbert Elmo Hardy, als Research Fellow an die University of Hawaii nach Honolulu zu kommen. Er begründete seinen Entschluss mit der Ausbildung seiner Söhne und dem Bedürfnis, die „kulturellen Zeugen des antiken griechisch-römischen Europas in erreichbarer Nähe zu haben“. Stattdessen nahm er eine Stellung am Staatlichen Museum für Naturkunde in Stuttgart an, wo er Leiter der Abteilung für stammesgeschichtliche Forschung wurde. Im April 1963 zog er nach Ludwigsburg-Pflugfelden um. Die wissenschaftlichen Sammlungen des Museums waren seit dem Krieg provisorisch in Ludwigsburg aufbewahrt und verblieben dort, bis sie 1985 im Neubau des Museums am Löwentor untergebracht wurden.
In Stuttgart befasste er sich fast ausschließlich mit der Forschung an Zweiflüglern, die er taxonomisch bearbeitete. Für die Stuttgarter Beiträge zur Naturkunde, in denen er einen Großteil seiner Arbeiten veröffentlichte, schrieb er bis zu seinem Tod insgesamt 29 Hefte. Bedeutsam sind vor allem seine Übersichtsartikel, die er in den Büchern Fliegen der paläarktischen Region von Erwin Lindner und im Handbuch der Zoologie veröffentlichte. Zur kladistischen Methode verfasste er ebenfalls mehrere Arbeiten, allen voran den Artikel Cladistic analysis or cladistic classification? A reply to Ernst Mayr 1975 als internationale Antwort auf die Kritik des einflussreichen Evolutionsbiologen Ernst Mayr an seiner phylogenetischen Systematik.
Willi Hennig besuchte nur zweimal internationale Einrichtungen im Ausland, obwohl er zahlreiche Einladungen zu Gastvorträgen erhielt. Vom 1. September bis zum 30. November 1967 arbeitete er am Entomology Research Institute des Canada Department of Agriculture in Ottawa und nahm vom 22. bis 30. August 1972 am Internationalen Entomologenkongress in Canberra teil. Gemeinsam mit seiner Frau besuchte er bei dieser Reise auch Bangkok, Neuguinea und Singapur. Seinen Aufenthalt in Kanada nutzte er auch für Besuche verschiedener entomologischer Museumssammlungen in den USA, etwa in Cambridge, Chicago, Washington, D.C. und New York auf der Suche nach Bernsteineinschlüssen von Zweiflüglern, die einen großen Anteil seiner Forschungsarbeit in den späten 1960ern und frühen 1970ern darstellten. Auf Vorschlag von Klaus Günther, der mittlerweile an der Freien Universität Berlin einen Lehrstuhl innehatte, wurde Hennig am 4. Dezember 1968 die Ehrendoktorwürde der Universität verliehen; aus gesundheitlichen Gründen konnte er die Urkunde jedoch nicht entgegennehmen, so dass sie ihm am 21. März 1969 in Stuttgart von Klaus Günther ausgehändigt wurde. Am 27. Februar 1970 wurde Hennig auf Bestreben der Studierenden zum Honorarprofessor an der Universität Tübingen ernannt, wo er mehrere Seminare zu einzelnen Tiergruppen durchführte.
In der Nacht zum 5. November 1976 verstarb Willi Hennig an einem Herzinfarkt. Er hatte bereits im Vorfeld immer wieder Vorträge mit dem Hinweis auf seine angeschlagene Gesundheit abgesagt und schon während der Reise nach Ottawa einen Infarkt erlitten. Am 10. November wurde er auf dem Bergfriedhof in Tübingen beigesetzt.

## Bedeutung des Werkes von Willi Hennig
Im Zentrum des Werkes von Willi Hennig stehen seine Arbeiten zur Phylogenetik, die ihn international bekannt gemacht haben. Neben diesen Grundlagenarbeiten war Hennig allerdings auch als Entomologe im Bereich der Dipterologie sowie in anderen taxonomischen Forschungsgebieten äußerst produktiv.

### Taxonomische Arbeiten

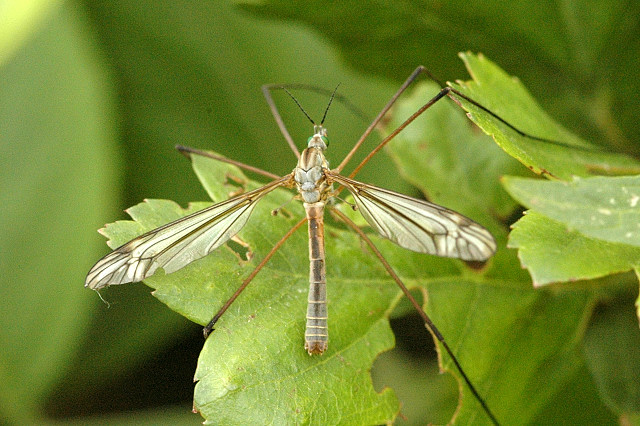
Männliche Schnake (Tipula luna)

Den Arbeitsschwerpunkt der taxonomischen Forschung von Willi Hennig bildeten die Insekten, hier vor allem die Zweiflügler (Diptera). Willi Hennig bearbeitete diese Tiergruppe akribisch und wurde zum Erstbeschreiber einer großen Anzahl neuer Arten. Dabei beschränkte er sich, anders als in der klassischen Entomologie üblich, nicht auf die rein morphologische Beschreibung der Tiere, sondern stellte seine Ergebnisse grundsätzlich in einen phylogenetischen und biogeografischen Kontext. Als sehr guter Zeichner und Beobachter hat er alle Beschreibungen mit detaillierten Illustrationen versehen. Bis 1945 beschrieb Hennig allein für das von Erwin Lindner herausgegebene Sammlungswerk Fliegen der paläarktischen Region 13 klassische Familien der Zweiflügler in zwölf Teilen und insgesamt 431 Seiten, illustriert mit 26 Bildtafeln.
Aufbauend auf seiner Bearbeitung der Zweiflügler sowie verschiedener anderer Tiergruppen wie den Reptilien entwickelte Hennig eine Anzahl wichtiger Grundsatzfragen, die später zur Entwicklung der Phylogenetischen Systematik führen sollten. So widmete er sich der Frage, warum die unabhängige Merkmalsbetrachtung bei Larven und Adulten (erwachsenen Tieren) verschiedener Insektengruppen häufig zu unterschiedlicher Einordnung in die Systematik führte. Als Lösung entwickelte er vor allem in seinem Werk Die Larvenformen der Dipteren das Konzept, nach dem nur solche Merkmale taxonomisch genutzt werden dürfen, die sich in der Evolution neu herausgebildet haben (Apomorphien), während unveränderte Merkmale (Plesiomorphien) keine Anwendung finden. Damit stellte er heraus, dass morphologisch ähnliche Organismen nicht zwingend näher miteinander verwandt sind als morphologisch unterschiedliche Organismen.

### Bernsteinforschung

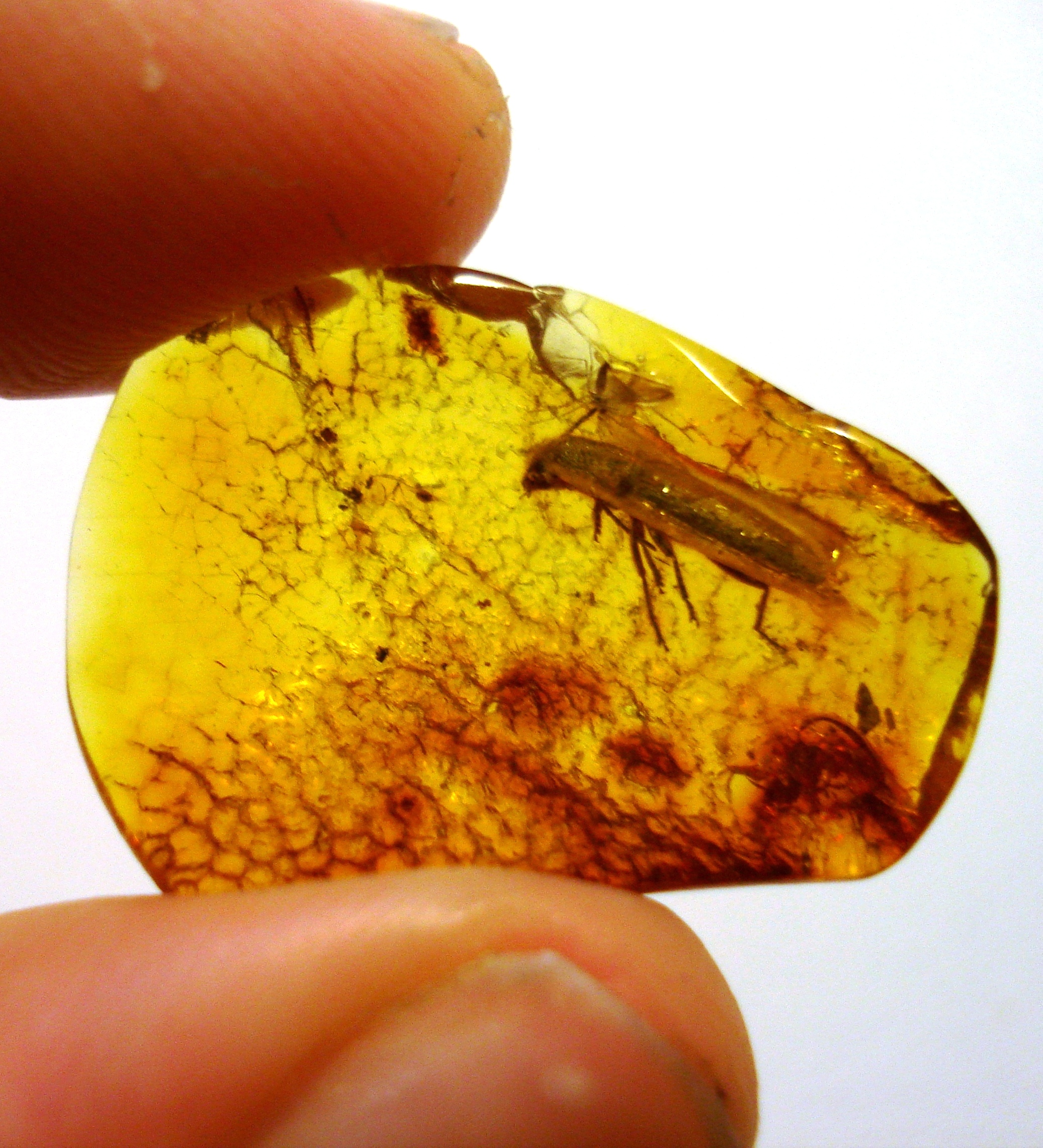
Bernstein mit Einschluss

Als eine Möglichkeit, seine Ideen und Konzepte zu überprüfen, sah Willi Hennig die Untersuchung von Bernsteinfossilien. Hennig untersuchte die Merkmale im Bernstein konservierter Zweiflügler und veröffentlichte die Ergebnisse 1938 in seiner ersten Arbeit zu diesem Thema. 1964 erhielt er Zugang zur Bernsteinsammlung der Georg-August-Universität Göttingen. In den folgenden Jahren schrieb Hennig 17 Arbeiten zu Zweiflüglern in baltischem Bernstein und drei Arbeiten über Einschlüsse in Bernstein aus dem Libanon. In seinem Werk Stammesgeschichte der Insekten versuchte Hennig, die Merkmalsentwicklungen und Artspaltungsprozesse auf der Basis von Bernsteineinschlüssen zeitlich einzuordnen.
Hennig betonte allerdings immer, dass für die Entwicklung von Hypothesen zu Verwandtschaft und Evolution keine Fossilien erforderlich sind, da diese allein auf der Präsenz von Merkmalen rezent lebender Organismen aufbauen sollte. Nach Schmitt (2002) ist ein Dialog zwischen Hennig und dem Berliner Paläontologie-Professor Walter Gross am Museum für Naturkunde in Berlin überliefert. Nachdem Gross wiederholt behauptet hatte, dass Fossilien für die phylogenetische Beweisführung essenziell seien, sagte Hennig: „Ihre Fossilien interessieren mich nicht.“ – „Dann interessieren mich Ihre Theorien auch nicht!“, entgegnete Gross und verließ wütend den Hörsaal.

### Phylogenetische Systematik
Das Hauptwerk von Willi Hennig ist, wie bereits in seiner Biografie dargestellt, die Entwicklung einer streng phylogenetischen Systematik sowie der dafür anwendbaren Methodik. Er ersetzte damit eine Taxonomie, die maßgeblich auf Ähnlichkeiten und Formverwandtschaften beruhte, durch eine Systematik, die der genealogischen, also der evolutionären Verwandtschaft folgte. Dabei baute Hennig auf frühere Arbeiten auf, etwa von Walter Zimmermann, die bereits eine Systematik aufgrund der evolutionären Verwandtschaft forderten. Der wesentliche Beitrag von Hennig war hier zu vor allem die Entwicklung der Methodik und der theoretischen Hintergründe, mit der diese Forderung realisiert werden konnte.
In seinen frühen Werken forderte Hennig zwar die Einhaltung der phylogenetischen Beziehungen der Organismen in der Systematik, er selbst lieferte jedoch noch keine Möglichkeit, diese festzulegen. 1936 stellte er fest, dass sich allein über Homologien und Konvergenzen die Verwandtschaft nicht feststellen lässt. 1943 forderte er eine Wertung morphologischer Ähnlichkeiten zur Feststellung der Verwandtschaft. Wie diese Wertung auszusehen habe, formulierte Hennig allerdings erst in seinem 1950 erschienenen Werk Grundzüge einer Theorie der phylogenetischen Systematik. Hier unterschied er erstmals in unabhängig bewahrtes Erbe (Plesiomorphien) und fortschrittliche Merkmale (Apomorphien). Während die Plesiomorphien bereits bei den Ahnenformen der jeweils zu betrachtenden Organismen vorhanden sind, werden letztere erst als evolutionär neue Merkmale gebildet und stellen die alleinige Grundlage des Systems dar. Außerdem

„sind die in der heutigen Organismenwelt unterscheidbaren Arten nach Maßgabe ihrer Entstehung durch den Zerfall älterer Stammarten derart zusammengefasst, daß die jeweils höheren Kategorien mehrere niedere Artengruppen umfassen, von denen angenommen wird, daß sie durch den Zerfall einer Stammart entstanden sind, von der außer ihnen keine anderen lebenden Arten abzuleiten sind.“

Mit dieser Forderung formuliert Willi Hennig die monophyletische Gruppe als Zusammenfassung aller von einer gemeinsamen Stammart abstammenden Organismen, die bereits Ernst Haeckel in seinem Werk Generelle Morphologie der Organismen implizit beschrieb.
Mit dem Begriff der Homologie, ursprünglich von Richard Owen als morphologische Ähnlichkeit eingeführt und von Adolf Remane als Verwandtschaftsmerkmal mit spezifischen Merkmalen (Homologiekriterien) geprägt, setzte sich Hennig 1953 auseinander und bemängelte vor allem das Fehlen der konkreten Definition des Begriffes. Zum besseren Verständnis führt er die Begriffe „Synapomorphie“ für ein gemeinsames apomorphes Merkmal zweier Schwestergruppen und „Autapomorphie“ als neu erworbenes Merkmal einer monophyletischen Gruppe ein. Als Argument für eine Verwandtschaft kann dabei nur die Synapomorphie gelten. Im Vergleich zur Konvergenz, also den unabhängig voneinander erworbenen ähnlichen Merkmalen zweier Organismen, schrieb Hennig außerdem:

„Ein wenig Überlegung zeigt aber leicht, daß die phylogenetische Systematik allen Boden unter den Füßen verlieren würde, wenn sie alle Synapomorphien zunächst als Konvergenzen auffassen und in jedem Falle den Beweis des Gegenteils verlangen wollte.“

Bis in die 1960er Jahre wurden die Theorien von Willi Hennig beinahe ausschließlich im deutschsprachigen Raum und fast nur von Entomologen zur Kenntnis genommen, wenngleich bereits 1952 der Botaniker Warren Herbert Wagner (1920–2000) anhand einer Untersuchung über die Farngattung Diellia erstmals die – später nach ihm benannte – Wagner-Parsimonie vorstellte. Vor allem durch den schwedischen Dipterologen Lars Zakarias Brundin (1907–1993) konnte sich Hennigs Sichtweise allerdings auch unter Insektenforschern im englischsprachigen Raum verbreiten. Erst ungefähr 1960 wurde Hennig von Dwight Davis (1908–1965) gebeten, seine Theorien in englischer Sprache zu publizieren, er selbst bot sich für die Übersetzung an. Dies geschah in Zusammenarbeit mit Rainer Zangerl, der dies nach dem Tod von Davis allein weiterführte. Als Ergebnis resultierte 1966 Phylogenetic Systematics (als deutsche Version Phylogenetische Systematik postum 1982 von Wolfgang Hennig veröffentlicht). Gemeinsam mit der bereits 1965 erschienenen Zusammenfassung unter demselben Titel in der Annual Review of Entomology sorgte dieses Werk für den internationalen Durchbruch der phylogenetischen Methodik nach Willi Hennig. Die Begriffe wie etwa apomorph und plesiomorph gehören mittlerweile zur Standardterminologie der modernen Evolutionstheorie. Hennigs Terminologie wird bei vielen Autoren konsequent eingesetzt, so etwa auch bei dem bekannten Biologen Stephen Jay Gould, ohne dass deren Urheber explizit erwähnt wird.

## Kritik und Wirkung
Wie viele andere Neuerungen in der Wissenschaft wurden auch Hennigs Theorien nicht kritiklos in der Wissenschaftswelt angenommen. Dabei ist es weniger die Feststellung, dass die Taxonomie und die Bewertung der Verwandtschaftsverhältnisse immer der Evolution zu folgen haben, die zur Kritik führte. Dies wurde in Forscherkreisen allgemein angenommen und stieß nur bei traditionsverhafteten Biologen aufgrund der sehr schwierigen Erkennbarkeit von Homologien und der Lesrichtung auf Ablehnung.
Vor allem die Aufgabe von klassischen taxonomischen Einheiten, die definitiv nicht als monophyletisch zu erweisen sind, wurde und wird bis heute nicht allgemein anerkannt, sondern kritisch hinterfragt. Einer der Hauptgegner dieser Praxis war der Evolutionsbiologe Ernst Mayr. Mayr betonte dabei ausdrücklich, dass er die Ermittlung der phylogenetischen Verwandtschaft mit Hennigs Methode der phylogenetischen Systematik (die er „Kladistik“ nannte) richtig und äußerst wichtig findet und die Rekonstruktion der Kladogenese mit den zugrunde liegenden Artspaltungen befürwortet.
Jedoch müssten neben der reinen Folge von Artspaltungs-Ereignissen auch andere wichtige Gesichtspunkte berücksichtigt werden, vor allem die Frage der „ökologischen Rolle“ und des „evolutionären Erfolgs“ eines Taxon. Die daraus resultierende Klassifikation der Organismen sollte weiterhin in Form von kategorialen Rängen stattfinden und von der phylogenetischen Analyse getrennt werden. Mayr propagierte eine Trennung der phylogenetischen Analyse und der Erstellung eines Systems. Das Ergebnis der phylogenetischen Analyse könne in Form eines grafischen Verzweigungsschemas (Kladogramm) dargestellt werden, es sei aber redundant, die ermittelten phylogenetischen Beziehungen eins zu eins in ein System zu überführen. Er plädierte für die Beibehaltung paraphyletischer Taxa (die zwar nur Nachkommen einer Stammart, aber nicht alle enthalten) in bestimmten Fällen.
Als Beispiel führte Mayr die Reptilien an. Obwohl die letzte Stammart aller Reptilien auch Stammart der Vögel und der Säugetiere ist, werden letztere Taxa nicht als Teilgruppen der tradierten Gruppe der Reptilien aufgefasst. Reptilien sollten, so Mayr, als Einheit erhalten bleiben und weiterhin gegenüber den Vögeln abgegrenzt werden, da letztere etwas evolutionär Neues und Erfolgreiches darstellten.
Gegen diese Heraushebung einzelner Taxa aus größeren Gruppen wehrte sich Hennig, weil dafür keine objektiven Kriterien angegeben werden können. Zwei verschiedene Einteilungsprinzipien in einem System gleichermaßen umzusetzen, hielt Hennig für nicht durchführbar. Der Grad phylogenetischer (d. h. genealogischer) Verwandtschaft hingegen kann eindeutig und objektiv gemessen werden, nämlich mit der Zahl der ausschließlich gemeinsamen Vorfahren: zwei fragliche Taxa sind dann und nur dann näher miteinander verwandt als eines davon mit einem dritten, wenn sie mindestens einen Vorfahren gemeinsam haben, den sie nicht mit dem dritten Taxon teilen.
Die Durchsetzung der phylogenetischen Systematik nach Hennig zog sich im Wissenschaftsbetrieb über mehrere Jahrzehnte hin: die Methode hat sich auch heute wegen der oben genannten Kritikpunkte sowie wegen des Festhaltens an der bekannten klassischen Systematik noch nicht vollständig durchsetzen können. Hinzu kommt, dass die Diskussion sowie die Anwendung der Kladistik sich bislang beinahe ausschließlich in der Forschung abspielt und kaum nach außen dringt. Darauf zurückzuführen ist das Fehlen der kladistischen Systematik in den gängigen Lehrbüchern und allgemeinen Darstellungen in Lexika und anderen Nachschlagewerken.
In der wissenschaftlichen Systematik gibt es allerdings heute keine ernstzunehmende Alternative zu den Hennigschen Methoden. Es wird davon ausgegangen, dass sich diese in weiterentwickelter Form in Zukunft allgemein durchsetzen werden. Vor allem die internationalen Fortführungen der Ansätze Hennigs, etwa durch Wiley (1981), Watrous & Wheeler (1981) und einer Reihe weiterer Autoren, führen zu einer immer weiter um sich greifenden Akzeptanz der Kladistik. Hinzu kommen die Untersuchungen der Molekularbiologie und anderer datenintensiver Forschungen, deren Analyse auf Auswertungssoftware beruhen. Diese Computerprogramme wenden modifiziert die von Hennig formulierten Methoden an und werten das Ergebnis auf der Basis des Sparsamkeitsprinzips aufgrund der geringsten anzunehmenden Merkmalsveränderungen aus. Eines der ersten dieser kladistisch arbeitenden Programme wurde 1986 entwickelt und nach Willi Hennig "Hennig86" benannt.
Im Jahr 1980 wurde die Willi Hennig Society mit dem Ziel gegründet, das Gebiet der phylogenetischen Systematik zu fördern.

## Veröffentlichungen
- mit W. Meise: Die Schlangengattung Dendrophis. In: Zoologischer Anzeiger. 99.1932, S. 273–297.
- Revision der Gattung „Draco“ (Agamidae). In: Temminckia. 1.1936, S. 153–220.
- Beziehungen zwischen geographischer Verbreitung und systematischer Gliederung bei einigen Dipterenfamilien: ein Beitrag zum Problem der Gliederung systematischer Kategorien höherer Ordnung. In: Zoologischer Anzeiger. 116.1936, S. 161–175.
- Probleme der biologischen Systematik. In: Forschungen und Fortschritte. 21/23.1947, S. 276–279.
- Die Larvenformen der Dipteren. 3 Bände. Akademie-Verlag, Berlin 1948–1952.
- Grundzüge einer Theorie der phylogenetischen Systematik. Deutscher Zentralverlag, Berlin 1950.
- Kritische Bemerkungen zum phylogenetischen System der Insekten. Beiträge zur Entomologie. Band 3 (Sonderheft). 1953, S. 1–85.
- Phylogenetic Systematics. Univ. Illinois Press, Urbana 1966.
- Die Stammesgeschichte der Insekten. Waldemar Kramer, Frankfurt am Main 1969.
- „Cladistic analysis or cladistic classification?“ A reply to Ernst Mayr. In: Systematic Zoology 24.1975, S. 244–256.
- Stammesgeschichte der Chordaten. Parey, Berlin 1983.
- Aufgaben und Probleme stammesgeschichtlicher Forschung. Parey, Berlin 1984.
- Taschenbuch der Speziellen Zoologie. Teil 1 und 2: Wirbellose I und II. Teil 3: Wirbeltiere I. Teil 4: Wirbeltiere II. Fischer, Jena; Deutsch, Frankfurt, Thun, Zürich. Neuere Auflagen herausgegeben bzw. bearbeitet von Wolfgang Hennig (Sohn) und Gerhard Mickoleit.